# Llac Frumoasa
El llac Frumoasa és un embassament antròpic format darrere de la presa d'ancoratge i nucli central d'argila del mateix nom, amb una alçada màxima de 38 m i una longitud de cresta de 506 m, construït al riu Frumoasa, afluent del riu Olt. La presa té una berma aigües amunt a la cota de 838,0 m.s.n.m., amb una amplada de 8,0 m, i una berma aigües avall a la cota de 836,0 m.s.n.m. La protecció del talús aigües amunt està feta d'escullera, mentre que el talús aigües avall està cobert d'herba.

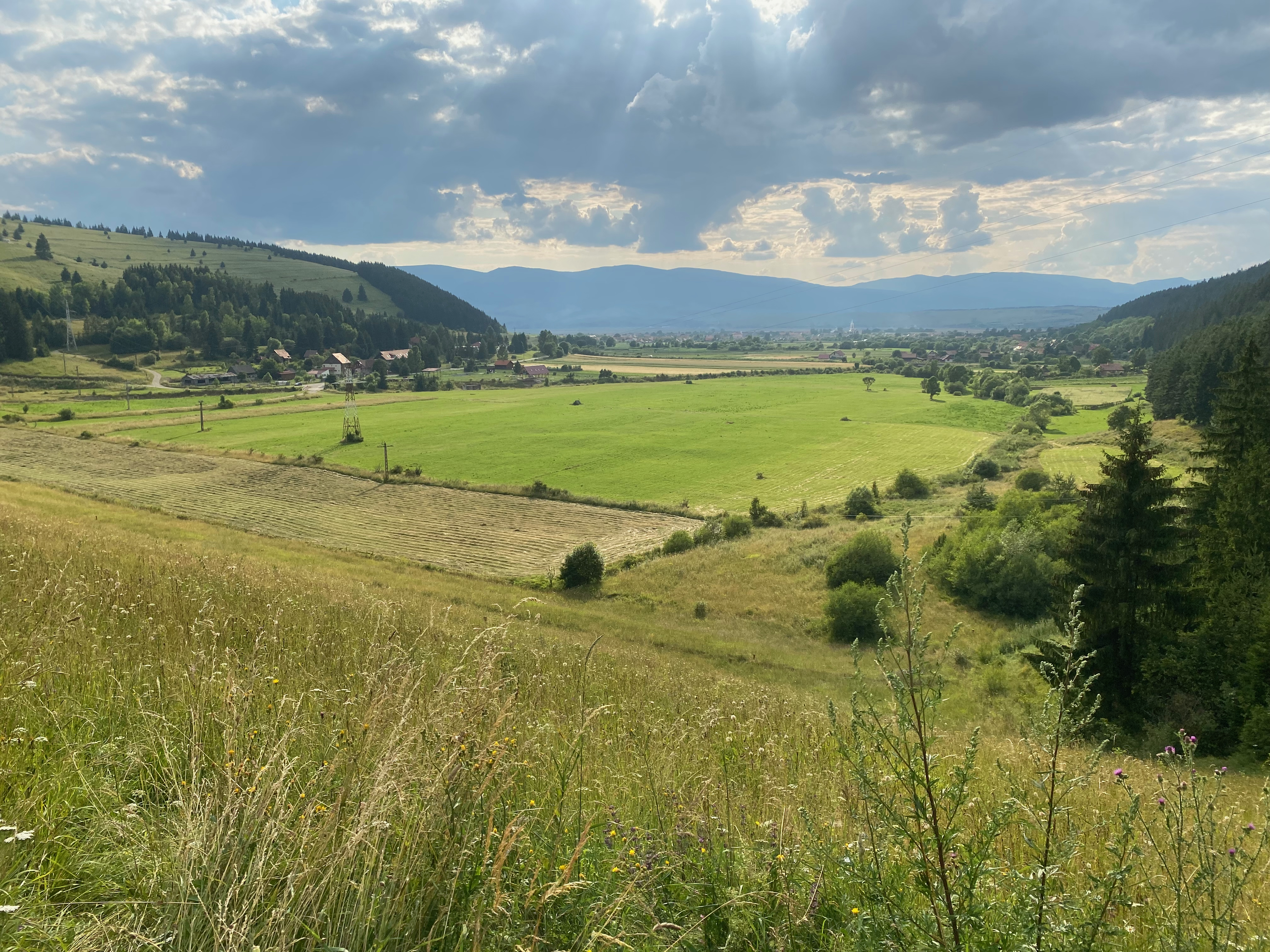
Plana després de la presa

L'embassament té un volum total de 10,6 milions de metres cúbics, dels quals 7,6 milions fins al nivell de retenció normal serveixen per subministrar aigua potable al municipi de Miercurea Ciuc, assegurant el 50% del necessari. El volum sobre la carena de l'abocador serveix per atenuar les onades d'inundació i reduir les inundacions a la depressió del Ciuc.
Durant l'execució de la galeria i dels primers trams del canal d'escapament, es van produir algunes relliscades al vessant esquerre. Per evitar noves esllavissades i per col·locar sondatges d'injecció a la roca, es van fer graons de formigó a la cruïlla amb els talussos, i es va reforçar el talús esquerre aigües amunt de la presa fins a la torre de pressa amb bigues horitzontals de formigó armat ancorades a la roca.